# Симонович Ераст Олексійович
Симонович Ераст Олексійович  (рос. Сымонович Эраст Алексеевич, *18 березня 1919 р., Петроград — †1983 р., Стара Русса Новгородська область РФ) — радянський археолог, доктор історичних наук, співробітник Інституту археології АН СРСР.

## Біографія
Народився у Петрограді (нині — Санкт-Петербург).
У 1941 році закінчив навчання на історичному факультеті Ленінградського державного університету (кафедру археології). Пережив блокаду Ленінграда, працюючи санітаром в госпіталях.
У 1949—1951 роках працював в Ермітажі.
У 1952—1956 рр. працював у Державному музеї образотворчих мистецтв ім. А. С. Пушкіна (Москва).
Був науковим співробітником Інституту археології АН СРСР (з 1956 р. молодшим науковим співробітником, а з 1966 р. і до смерті старшим науковим співробітником).
Будучи провідним фахівцем з черняхівської археологічної культури (3 — 5 ст. н. е..), виявив і дослідив у Посейм'ї ряд найпівнічніших її пам'яток (Авдєєве, «Вороб'ївка-2», Колосівка, Комарівка, Снагость). Матеріали його розкопок початку 1970-х рр. використовувалися Ерастом Олексійовичем в його узагальнюючих роботах про похоронні обряди, відповідних цій культурі племен.
Він був одним з останніх авторів, хто відстоював слов'янську етнічну приналежність черняхівців.
Разом з А. І. Пузіковою і А. А. Узяновим очолював рятувальні роботи з археологічного обстеження площі затоплення проектованого Курського моря. Ним самим були тоді вивчені поселення першої половини I тис. н. е.. «Букріївка-2», «Каменєва-1» і «Каменєва-2», «Жерновець-1», «Тазове-2», яким тоді загрожувала загибель в ході будівельних робіт.
Проводив також дослідження на території України, зокрема, розкопки черняхівського могильника поблизу с. Журавка Городищенського району Черкаської області (докладніше див. Журавка (археологічна пам'ятка)), городища Золота Балка на правому березі Каховського водосховища.
З експедиціями Симоновича найчастіше співпрацювали курські археологи Ю. А. Ліпкінг і К. Ф. Сокіл, які очолювали археологічну практику студентів Курського державного педагогічного інституту.
Помер і похований у Старій Руссі.

## Праці
- Памятники позднекочевнического времени в Поднепровье. — КСИА. — 1960. — Т. 81. — С. 108—111.
- Отчет о работах Средне-Днепровской экспедиции ИА АН СССР 1962г. в Черняхове Киевской обл. и Журавке Черкасской обл., в Среднем Поднепровье (3 отчета) // НА ІА НАН України, ф.1962/33. 83с.
- Магия и обряд погребения в черняховскую эпоху // СА. — 1963. — № 1.
- Северная граница памятников черняховской культуры // МИА. — 1964. — № 116.
- Находка позднеантичной амфоры в Курской области // СА. — 1971. — № 4.
- Племена Поднепровья в первой половине I тыс. н. э. — Автореферат докт. дисс. — М., 1971.
- Исследования Черняховского поселения Воробьевка II // АО 1970г. — М., 1971.
- Північне Причорномор'я і слов'яни-анти // Археологія. — 1971. — Вип.2. — С.29-34.
- Разведки и раскопки памятников I тыс. н. э. в Курской области // АО 1972 г. — М., 1973.
- Поиски Черняховских памятников в Черниговской, Одесской и Курской областях // АО 1973 г. — М., 1973.
- Черняхівські племена Подніпров'я (культура та етнос) // Археологія. — 1973. — Вип.10. — С.9-23.
- Новые открытия в селищах Авдееве и Воробьевка-2 возле г. Курска // Раннесредневековые восточнославянские древности. — Л., 1974.
- Про кераміку черняхівського типу в Криму // Археологія. — 1976. — Вип.18. — С.80-86.
- Курская новостроечная экспедиция// АО 1978 г. — М., 1979.
- Курская новостроечная экспедиция // АО 1979 г. — М., 1980.
- Черняхівські горщики Подніпров'я // Археологія. — 1981. — Вип.36. — С.41-54.
- Погребальные обряды племен черняховской культуры // САИ. — Вып. Д 1-22. — М., 1983 (в соавт. с Н. М. Кравченко);
- З приводу черняхівських трупоспалень з розсіяними кісточками // Археологія. — 1983. — Вип.41. — С.91-94.
- Північно-східне пограниччя пам'яток черняхівської культури // Археологія. — 1983. — Вип.44. — С.71-85.
- Черняхівська кераміка Подніпров'я // Археологія. — 1983. — Вип.43. — С.26-42.
- Развитие культуры Черняховских племен Левобережья Днепра // КСИА. — Вып. 178. — М., 1984.